# キスとキズ
キスとキズ（Kiss&Hurt）は、2004年10月30日に公開された日本の青春映画。

## 概要
- 上映時間：91分
- 配給：フューズ
- 製作協力：フューズビジュアル

## あらすじ
舞台は地方の港町。青年・香坂俊は小説家への夢をもち、昼はビラ配り、夜はコンビニでのバイトで生活している。さとみが数年前に香坂のもとを去り上京して以来、仕事も続かず酒に逃げる香坂。彼は偶然夏希と出会い、人生が変わり始めたと感じる。しかし、香坂がビラ配りのバイトで知り合った中国人・ロンファーが実は不法滞在者で、彼の裏稼業によって香坂と夏希は事件に巻き込まれていく。

## スタッフ
- 監督：堀江慶
- 企画、製作：吉田精二
- プロデューサー：吉田精二、狩野善則
- 原案、脚本：立石俊二
- 音楽：HAKUEI、重盛美晴
- 主題歌：明日の風と愛の星（作詞：HAKUEI 作曲：重盛美晴）

## キャスト
- 香坂俊：高野八誠
- 夏希：市川実和子
- ロンファー：翁華栄
- ファン：須賀貴匡
- 泰三：寺島進
- コンビニ店長・山崎：津田寛治
- コンビニ店員・桜井：水橋研二
- さとみ：福澄美緒
- 警備員：金子昇
- カコウトン：HAKUEI
- 香坂春夫：平泉成
- 松田賢二
- 嘉門洋子
- 森下千里

## DVD
- 『キスとキズ』（ASIN B0002VL6E6） - 東映ビデオより2004年11月発売